# بانو (فیلم ۱۳۷۰)
بانو یک فیلم سینمایی به کارگردانی و نویسندگی داریوش مهرجویی تولید سال ۱۳۷۰ است. بانو دهمین ساخته داریوش مهرجویی، به تهیه‌کنندگی مجید مدرسی و محمدمهدی دادگو، محصول کادرفیلم است.

## خلاصه داستان
مریم همسر محمود متوجه می‌شود که او برای پیوستن به زنی مطلقه قصد ترک و جدایی از وی را دارد. بانو پس از تنها شدن، جهت تسکین درد خود و برای یافتن همدم، کرمعلی باغبان همسایه و همسر بیمارش را به خانه مجلل خود دعوت می‌کند. فیلم، شرح احوال بانو است که با حضور مهمانان جدید در خانه خود، در ابتدا احساس خشنودی می‌کند، ولی به تدریج متوجه دزدی‌های قربان سالار که از خویشاوندان کرمعلی است و به واسطه او مهمان بانو شده‌است می‌شود. از هم پاشیدگی روحی بانو و نا بسامانی‌هایی که پس از ورود مهمانان رخ می‌دهد بانو را به سمت تصمیم جدیدش که تغییری در زندگی او به وجود خواهد آورد سوق می‌دهد. بانو که تجربیات جدید روحی را پشت سر گذاشته‌است در انتها همسرش را که برای جبران و عذر خواهی به سوی او بازگشته، ترک می‌کند.

## بازیگران
اسامی بازیگران فیلم بانو به ترتیب نمایش در عنوان‌بندی پایانی فیلم  :
| شماره | بازیگر             | نقش         | یادداشت                           |
| ----- | ------------------ | ----------- | --------------------------------- |
| ۱     | عزت الله انتظامی   | قربان سالار | پدر زن کرمعلی                     |
| ۲     | بیتا فرهی          | بانو        | شخصیت اصلی داستان، همسر محمود     |
| ۳     | خسرو شکیبایی       | محمود       | همسر مریم بانو                    |
| ۴     | گوهر خیراندیش      | هاجر        | همسر کرمعلی و دختر قربان سالار    |
| ۵     | فردوس کاویانی      | کرمعلی خان  | سرایدار باغ همسایه                |
| ۶     | حمیده خیرآبادی     | شمسی خانم   | خدمتکار مریم بانو                 |
| ۷     | فتحعلی اویسی       | طلبکار      | طلبکار قربان سالار                |
| ۸     | سیما تیرانداز      | شیرین       | عروس قربان سالار                  |
| ۹     | محمود کلاری        | دکتر حسام   | پزشک و از آشنایان قدیمی مریم بانو |
| ۱۰    | میرصلاح‌الدین حسینی | مباشر مالک  |                                   |
| ۱۱    | جلال مقدم          | پدر         |                                   |
| ۱۲    | ملیحه نصیری        | مادر        |                                   |
| ۱۳    | نیوشا نصرت         | دختر شیرازی |                                   |

## نمایش فیلم
فیلمبرداری فیلم بانو در زمستان سال ۶۹ انجام شد و پس از انجام مراحل فنی برای نمایش در دهمین جشنواره فیلم فجر در بهمن ۱۳۷۰ کاملاً آماده بود. اما به دستور مستقیم فخرالدین انوار، معاون سینمایی وقت و طبق نظر شورای پروانه نمایش، بانو به دلیل «توهین به انسان و مردم» توقیف شد.
بانو پس از تحولات خرداد ۱۳۷۶ رفع توقیف شد و بدون هیچ تغییری از ۲۲ مهر ۱۳۷۷ در تهران اکران شد .

## عوامل فیلم
گروه كارگردانی
- كارگردان: داریوش مهرجویی
- دستیار كارگردان: مسعود رشیدی
- دستیار كارگردان: امیر سیدی
- منشی صحنه و برنامه‌ریز: پروانه پرتو
- دستیار برنامه ریز: عبدالرضا شهباززاده

گروه تهیه و تولید
- تهیه كنندگان: مجید مدرسی و محمدمهدی دادگو

- مجری طرح: محمدمهدی دادگو

- مدیر تولید: محمد علی‌نقی ‌كنی
- امور مالی: علی نجم

گروه فیلمبرداری
- مدیر فیلمبرداری: تورج منصوری
- دستیار فیلمبردار: بهرام رحمانی‌پور
- مدیر نور پردازی: بیژن رحمتی
- گروه فنی فیلمبرداری: عباس رحمانی‌پور، رضا میركیانی و رضا محمدیاری
- عکاس: عزیز ساعتی

گروه تدوین و صدا
- تدوین و صداگذاری: حسن حسن‌دوست
- میکس صدا: جهانگیر میرشکاری
- صدابردار صحنه: اصغر شاهوردی
- دستیار صدابردار: ساسان نخعی
- عنوان‌بندی: حسین شمسی
- استودیوی صدا: مرکز خدمات صنایع فیلم ایران

گروه صحنه و لباس
- طراح صحنه: فریار جواهریان
- دستیار صحنه: معصومه وثوق
- طراح لباس: ژیلا مهرجویی
- دكور: كاظم فریبرزی

گروه موسیقی
- آهنگساز و اجرا: ناصر چشم‌آذر
- مشاور آهنگسازی: مجتبی میرزاده
- ضبط موسیقی: قاسم عابدین

چهره پردازان: عبداله اسكندری و مهین (اکرم) نویدی
لابراتوار: مرکز خدمات صنایع فیلم ایران
پخش: سازمان سینمایی فجر (عنوان‌بندی)، هدایت فیلم (پوستر)
گروه تداركات وفنی
- مدیر تداركات: محمدحسن نجم و حمید مدرسی
- دستیار تداركات: فرخ روح‌افزا
- امور برق: مهدی بهزادحسام

در این فیلم از گروهی از هنرمندان مطرح برای همکاری در فیلم تشکر شده است. از جمله: امید روحانی (مشاور پزشكی)، فریدون آو، علی حاتمی، مریم سالور، فرامرز فرازمند، غزاله علیزاده و هایده حائری

## دربارهٔ فیلم
داریوش مهرجویی در گفت و گویی با ماهنامه فیلم، در آذر ۷۷ گفت:
بانو در واقع ادامه یا تحول و رشد همان تم هامون است. بانو در واقع، هامون زن است و فیلم، سرگذشت رنج او.
بانو داستان زنی از طبقه مرفه و آشنا به کتاب و تاریخ و شعر است که سرخورده و دلشکسته از خیانت همسرش، آگاهانه خانه اعیانی‌اش را مامن افرادی فقیر و محروم و مستضعف می‌کند. بنا به گفتهٔ داریوش مهرجویی، وی ایدهٔ ساخت بانو را از اتفاقی واقعی که برای همسر آن زمانش فریار جواهریان افتاده بود، گرفته بود:
باغ بزرگی کنار خانه ما بود که دیوار کناری‌اش ریخته بود. باغبان آنجا و زنش گاه گاهی برای کمک به خانه ما می‌آمدند. یک روز زن باغبان مریض شد. فریار رفت پیششان، بهشان رسید و زن را به بیمارستان برد. بعد نشست برای من تعریف کرد که این زن چقدر نمک نشناس بوده و مدام غر می‌زده و هر کاری فریار برایش می‌کرده، باز هم متوقع بوده، تا جایی که در ماشین را هم فریار باید برایش باز و بسته می‌کرده. این موضوع برای من تلنگری بود. حس کردم اگر بشود درونش را بشکافم، موضوع جالبی می‌شود.
محمدمهدی دادگو، چهره مورد اعتماد مدیران سینمایی آن زمان، تولید بانو را در همکاری با مجید مدرسی که نسبت خانوادگی با او داشت، پیش برد. دادگو و مدرسی پیشتر دندان مار مسعود کیمیایی و پرده آخر واروژ کریم‌مسیحی را تهیه کرده بودند. حضور دادگو که مدتی از مدیران بنیاد فارابی و از همکاران مدیران سینمایی آن زمان و همزمان مورد اعتماد طیف فیلمسازان متفاوت پیش از انقلاب بود، کار تولید فیلم را بدون مشکل جلو برد. داریوش مهرجویی مانند اجاره‌نشین‌ها از گروه بازیگران حرفه‌ای پرتعداد استفاده کرد و نقش اصلی را به بیتا فرهی سپرد که ناصر چشم‌آذر نخستین بار او را برای بازی در هامون معرفی کرده بود. فرهی شمایل شکنندهٔ زنی اصیل و شکست خورده اما مهربان و پذیرنده را که در تاویل‌های بعدی مام وطن نام گرفت به خوبی ایفا کرد.
فیلمبرداری زمستان سال ۶۹ انجام شد و با به طول انجامیدن مراحل فنی برای نمایش در دهمین جشنواره فیلم فجر در بهمن ۷۰ کاملاً آماده بود. اما از همان نخستین بازبینی‌های جشنواره مشکلات آغاز شد. فیلم به همه آن تاویل‌ها و نمادپردازی‌هایی که دربارهٔ اجاره‌نشین‌ها مطرح شد، راه می‌داد و ای‌بسا بیشتر. محرومان و مستضعفانی که عملاً خانه‌ای را در سایه مهربانی و پذیرندگی مالکش، صاحب می‌شوند و قدم به قدم در مسیر نابودی‌اش پیش می‌روند. همه اتفاقات هم در یک خانه بزرگ و باشکوه در زمستانی سرد رخ می‌داد. آن هم از سوی فیلمسازی که منتقدان سرسختی چون مرتضی آوینی داشت. آوینی پس از پایان جنگ و درسایه ساخت روایت فتح به مهم‌ترین و پرنفوذترین نظریه‌پرداز مورد اعتماد حاکمیت در زمینه هنرهای تصویری تبدیل شده بود. کسی که منتقد شدید طیف فیلمسازان معروف به روشنفکر بود و نشریه‌اش (ماهنامهٔ سوره) هم پایگاه اصلی حمله به این طیف فعالان فرهنگی و هنری. او این حملات را از جشنواره هشتم فجر (بهمن ۶۸) آغاز کرد و به فاصله یک سال بعد روزنامه کیهان هم با مدیریت مهدی نصیری به او پیوستند. بهمن ۱۳۷۰ اوج حملات این گروه بود و مدیران سینمایی و فرهنگی تنها می‌توانستند مدافع نمایش مسافران، نرگس و ناصرالدین شاه آکتور سینما باشند و آمادهٔ دفاع از «بانو» یی که می‌توانست «اجاره‌نشین‌ها» ی تازه‌ای باشد، نبودند. این چنین شد که با دستور مستقیم فخرالدین انوار، معاون سینمایی وقت و طبق نظر شورای پروانه نمایش، بانو به دلیل «توهین به انسان و مردم» توقیف شد. تلاش‌های سازندگان از جمله نامه‌ای که داریوش مهرجویی به شورای پروانه نمایش نوشت، تأثیری نداشت. وی در گفتگویی با ماهنامه فیلم در آذر ۱۳۷۷ می‌گوید:
نامه‌ای نوشتم با این مضمون که چگونه فیلم را ندیده‌اند یا بد دیده‌اند و اینکه برخلاف نظر آنها، سراسر ستایش از انسان است و … به هر حال شورا برای نجات دادن فیلم، آن را فعلاً غیرقابل نمایش اعلام کرد؛ یعنی برای نجات فیلم، آن را به کل توقیف کرد. چه جور برداشتی از فیلم شده بودند، نمی‌دانم. فقط می‌گفتند چون سال قبل، نمایش فیلم نوبت عاشقی باعث شده بود گروه مخالفان به خصوص مهدی نصیری و همفکرانش سخت به جان وزارت ارشاد بیفتند، امسال ارشاد قدری احتیاط می‌کند، زیرا بانو هم ممکن است چنین واکنش‌هایی را برانگیزد.
توقیف بانو البته از فشارها بر وزارت ارشاد کم نکرد و محمد خاتمی به فاصله کمی بعد از جشنواره دهم فجر در خرداد سال ۷۱ از وزارت ارشاد استعفا کرد. مدیران سینمایی هم از ترس از دست دادن مقام‌هایشان بر سخت‌گیری‌هایشان افزودند و مشکلاتی برای نمایش دیگر فیلم حساسیت برانگیز نویسندگان سوره و کیهان یعنی مسافران ایجاد کردند. در واکنش به همین مشکلات بود که بهرام بیضایی آن نامه معروفش را نوشت و در آن صریحاً به این نشریات اشاره کرد:
اگر قرار است کیهان نشینان و سوره نویسان و موتور سواران برای سرنوشت نمایش فیلم ما تصمیم بگیرند، پس چرا ما فیلم‌هایمان را به شما ارائه می‌کنیم؟ 
بانو توقیف شد اما از انتقادها کم نشد. مرتضی آوینی در گفتگویی با ماهنامه فیلم در اردیبهشت ۷۱ گفت:
مسئله ما اصلاً مهرجویی نیست. مسئله سیاست‌گذاری‌ها و برنامه‌ریزی‌هاست که به فیلمی مثل هامون جایزه می‌دهند و بعد آن فیلم تأثیر خودش را روی جریان سینمایی کشور می‌گذارد. من با این مخالفم.
نهایتاً تیم مدیریتی انوار، بهشتی و حیدریان در سال ۱۳۷۲ از وزارت ارشاد رفتند. توقیف بانو اما تأثیر شدیدی بر مسیر و فعالیت سازندگانش گذاشت. مهم‌ترینش بی‌تا فرهی بود. وی در گفتگو با ماهنامهٔ فیلم در سال ۱۳۷۴ توقیف بانو را ضربه سختی به آیندهٔ کاری خود دانست. داریوش مهرجویی نیز در این مورد گفت: «شاید اگر بانو نشان داده می‌شد، اصلاً سراغ پروژه دیگری می‌رفتم و مسیر حرفه‌ای‌ام تغییر می‌کرد؛ یعنی این آقای انوار با یک نه گفتن، تمام سیستم زندگی و حرفه و ذهن من و همه آنهایی که در این فیلم کار کرده بودند را به هم ریخت و زندگی همه را به مسیر دیگری انداخت. خب، که چه، جناب دیکتاتور توتالیتر؟ فقط زورت به مارسید؟ فقط همین مانده بود که بانورا بکنی توی قوطی و یک سال بعد هم مقام اداری خودت را تحویل بدهی و از آنجا بروی دنبال یک کار دیگر؟»
بانو پس از تحولات خرداد ۷۶، رفع توقیف شد و از ۲۲ مهر ۱۳۷۷در تهران اکران شد در حالی که سال‌ها از مرگ مرتضی آوینی می‌گذشت و مهدی نصیری نیز جایش را به حسین شریعتمداری داده بود. بانو در نگاهی امروزی همچنان فیلمی استعاری و بسیار تاویل برانگیز در نقد طبقه محروم و مستضعف با عملکرد حیرت‌انگیز تمام عوامل از جمله کل بازیگرانش است. ظرافت حیرت‌انگیز مهرجویی در ساخت شخصیت‌های مختلف و پرداخت دقیق و درست آنها کم‌نظیر و درخشان است. حتی تابلوی عارف قزوینی بر راه پله خانه که جابجا در فیلم دیده می‌شود، خود می‌تواند زمینه تاویل و بحث دیگری دربارهٔ این ساخته فوق‌العاده داریوش مهرجویی باشد.